# Basílica Eufrasiana
A Basílica Eufrasiana (em croata:  Eufrazijeva bazilika, em italiano:  Basilica Eufrasiana) é uma basílica em Porec, Croácia. O complexo episcopal, inculindo, a própria basílica, sacristia, batistério e a torre do sino do palácio do arcebispo, é um dos exemplos de arquitetura bizantina inicial na região Mediterrânea.
A Basílica ainda mantém, na sua maior parte, seu formato original, mas alguns acidentes, incêndios e terremotos alteraram alguns detalhes. Já que é a terceira igreja a ser construída no mesmo local, ela ainda mantém edificações das outras épocas, como o grande piso de mosaico da basílica anterior, do século V. Devido ao seu valor excepcional, foi inscrita como Patrimônio Mundial da UNESCO em 1997.

## História
A basílica mais antiga foi dedicada a São Mauro de Parentio e data entre os séculos II e IV. O chão de mosaico do oratório, originalmente parte de uma grande casa Romanna, ainda está preservado no jardim da igreja. Este oratório já foi expandido no mesmo século para uma igreja composta de nave e uma basílica geminada. O peixe (símbolo de Jesus Cristo) no chão de mosaico data deste período. Moedas com o retrato do imperador Valens (365-378), encontradas no mesmo local, confirmam estas datas.
A basílica atual, intitulada de Virgem Maria, foi construída no século VI durante o período do Bispo Eufrásio. Foi construída em 553 no local da basílica antiga que foi dilapidada. Para a construção, partes da antiga igreja foram usadas e os blocos de mármore foram importados da costa do Mar de Mármara. As paredes de mosaico foram feitas por mestres bizantinos e o chão por especialistas locais. A construção demorou cerca de 10 anos. Eufrásio, segurando a igreja em seus braços, está reresentado em um dos mosaicos, no ápice, perto de São Mauro.
Após o terremoto de 1440 a parede sul da nave central da basílica foi restaurada, e no local das janelas que foram destruídas, outras, em Estilo Gótico foram feitas. 

## Descrição
A basílica é parte do complexo composto por:
- Batistério octogonal do século VI - Construído no século VI junto com a basílica Pré-Eufrasiana, e sofre muitas alterações
- Torre do sino do século XVI - Construída no século XVI de onde se observa do seu topo uma vista panorâmica de Porec e o mar
- Átrio com colunas - Construído após a basílica, coberto em seus quatro lados por um pórtico cujas casas tem uma rica coleção de monumentos de pedra
- Residência episcopal do século VI (Palácio do Bispo) - Também construído no século VI, mas muito pouco permanece da construção original
- Capela Memorial - Construída entre os séculos XVII e XIX

Os dois corredores são separados da nave por 18 elegantes colunas gregas de mármore com capitólios ricamente esculpidos nos estilos Bizantino e Romano, decorados com imagens de animais. Todas levam monogramas de São Eufrásio. Os arcos entre os capitólios são decorados com trabalhos em gesso.
Nass casa da igreja estão expostos objetos sagrados e outros objetos de arte dos períodos Paleo-Cristão, Bizantino e da Idade Média. Uma capela, próxima à sacristia, guarda as relíquias de São Mauro e São Eleutério.

## Mosaico

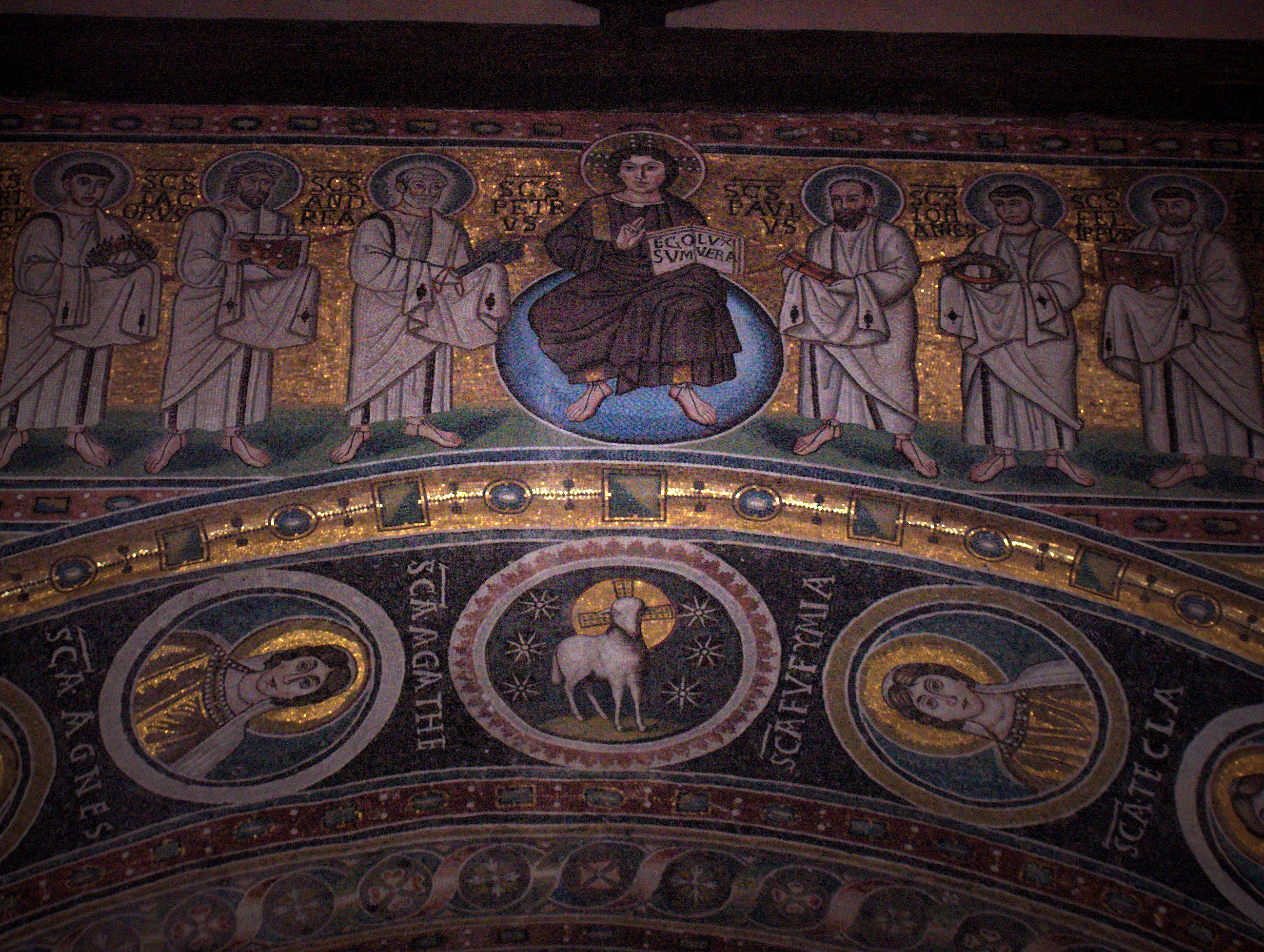
Cristo e os doze apóstolos

A estrutura mais surpreendente da basílica são os mosaicos, datados do século VI, e considerados entre os mais ricos exemplos de arte bizantina no mundo.
Os mosaicos no arco triunfal sobre o ápice representam Cristo, segurando um livro aberto com o texto "Ego sum Lux vera" ("Sou a luz verdadeira") com os apóstolos, cada um com seu atributo. O arco abaixo contém medalhões em msoaico com o "cordeiro de Deus" e retratos de doze mártires femininos. Ainda existem mosaicos retratando a Virgem Maria e uma criança, sentados no trono dos céus. Uma criança entre Eufrásio e Cláudio está acompanhada pela inscrição "Eufrásio, filho do arquidiácono". Todas as figuras estão em um campo coberto de flores.

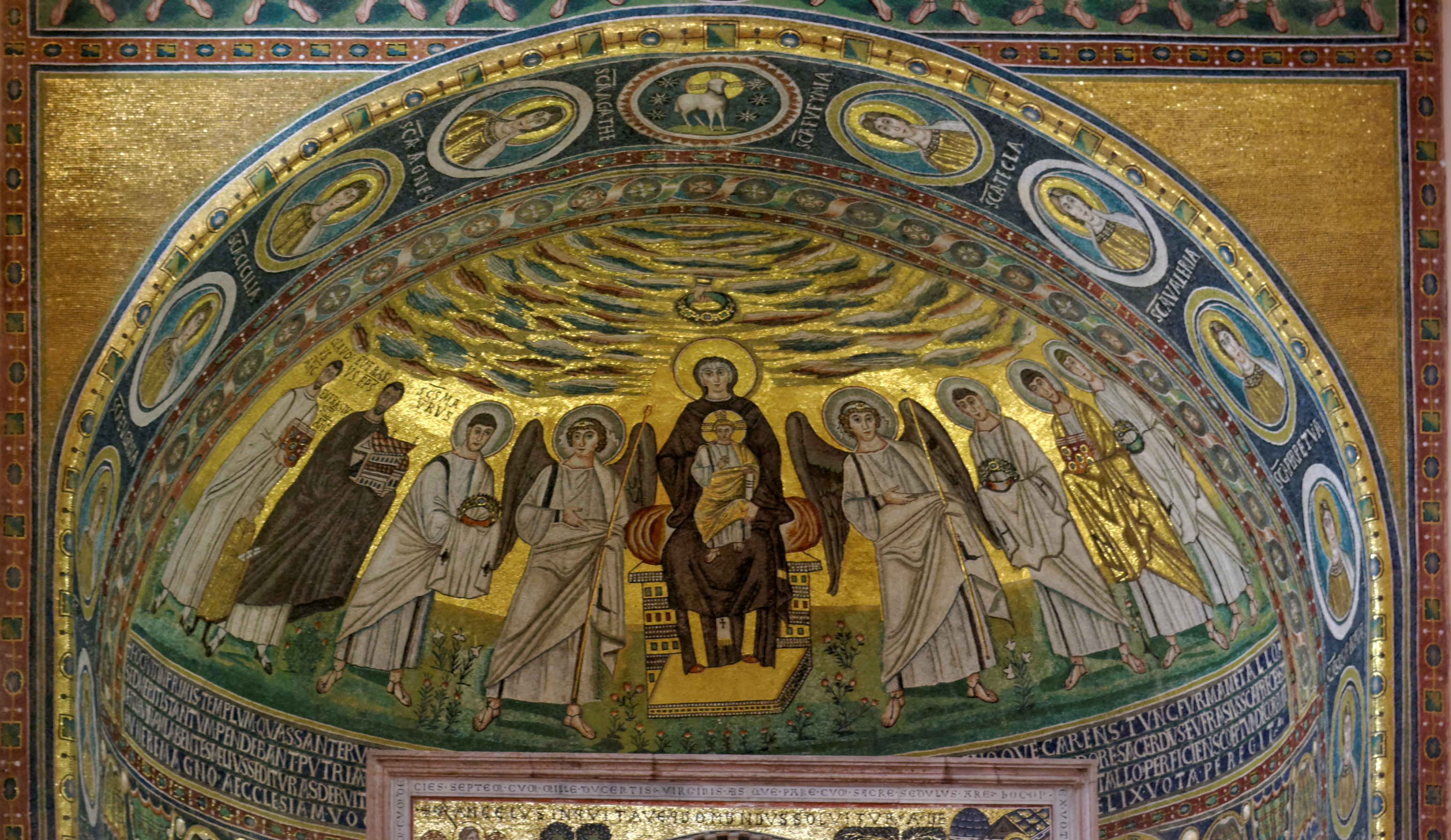
Mosaico com Maria e uma criança. O segundo da esquerda: São Eufrásio

Os mosaicos centrais, entre as janelas do ápice representam a Anunciação e a Visitação. No mosaico da Anunciação um anjo levanta a mão para indicar uma mensagem. Na mão esquerda ele segura o nome do mensageiro. Maria usa um vestido azul arroxeado e um véu. Ela segura fios na mão esquerda. Os mosaicos do outro lado mostram a visita de Maria à Elizabete. Ambas usam vestimentas sacerdotais contemporânes com uma capa cheia de fitas. Uma pequena figura feminina está olhando por detrás da cortina de uma casa. Os três pequenos medalhões são de São João Batista, Zacarias e um anjo. Entre estes dois grandes mosaicos estão mosaicos menores que mostram o Jovem Jesus sem o alo, e dois mártires com sua coroa de mártir. No ápice norte provavelmente temos São Cosme e São Damião, no ápice norte, temos Ursus ou algum outro bispo de Ravena e Severus.
A parede anterior do ápice é coberta com uma faixa decorada com orações de Eufrásio e seus trabalhos. A parte inferior do ápice é decorada com pedras incrustadas com madrepérola. Elas consistem de 21 campos com 11 decorações diferentes. No meio fica o trono do bispo, rodeado de candelabros.